# Invencible (canción de Daniela Castillo)
«Invencible» es el primer sencillo del primer EP del mismo nombre, Invencible, de la cantante chilena Daniela Castillo lanzado el 26 de abril de 2011 en todas las radios de Chile y en Internet a través de las redes sociales con la publicación del respectivo videoclip en su canal de Youtube. La canción es una balada dedicada al amor, marcando el inicio de un nuevo estilo musical de Daniela, que ella define más maduro y del que mejor se identifica en esta etapa de su vida, ya que sus discos anteriores contenían temas de estilo juvenil y fuertemente pop.

## Crítica
En el diario El Mercurio on-line (Emol.com), el periodista y crítico de música pop JC Ramírez Figueroa comentó que el sencillo "Invencible" está «construida en torno al piano (que desaparece casi de  inmediato)» y lo compara con «las mejores piezas de Myriam Hernández» por el «dramatismo» de la canción.

## Presentaciones
El 17 de junio Daniela hace su primera presentación en vivo a través del programa de televisión Calle 7 de Televisión Nacional de Chile, mismo canal que la vio nacer como cantante y donde pudo lograr la gran fama a nivel nacional. El 24 de junio realiza una entrevista para Alfombra roja de Canal 13, presenta su disco y canta Invencible. El jueves 30 de junio asiste al programa Morandé con compañía de Mega a una entrevista con Kike Morandé para hablar un poco de su vida y presentar el nuevo sencillo de su tercer disco.  Al siguiente día, el viernes 1 de julio se presenta en los programas de Buenos días a todos de TVN y en Sin Dios ni Late de Zona Latina para promocionar el lanzamiento del nuevo disco que se puso a la venta el día anterior, aprovechando la oportunidad para cantar Invencible en ambos programas.

## Posicionamientos
La canción debuta en la posición #20 la semana del 9 de mayo en el ranking "30 chilenos" del programa "Dulce Patria" de Radio Cooperativa, logrando el peak en la posición #10 las semanas del 20 de junio y 4 de julio. Además, en el ranking Chile Top 40, Invencible debuta en la posición #40 para la edición del 4 de julio y logra su peak para la edición del 15 de agosto. La semana 32 de 2011, la canción debuta en la posición #90 en los Chile Tracks Top 100.
| Listas (2011)  | Mejor posición |
| -------------- | -------------- |
| Tracks Top 100 | 63             |
| 30 Chilenos    | 10             |
| Top 40         | 27             |

## Video musical
En el video musical de Invencible se puede ver a una Daniela Castillo en blanco y negro, cantando y caminando por calles de estilo barroco, y posando para distintas sesiones fotográficas. El video fue publicado a través de los medios sociales de Internet el mismo día que Daniela lazó oficialmente el sencillo y desde entonces se comenzó a reproducir en Radio y Televisión.

### Créditos
- Dirección: Carlos Infante y Patricio Veloso
- Cámara: Ivo Oliva y Carlos Infante